# Nattens sista spårvagn
Nattens sista spårvagn är en  sång skriven och komponerad av Ingela "Pling" Forsman. Den spelades ursprungligen in av Arvingarna på albumet Då & nu från 1996 samt släpptes på singel samma år.

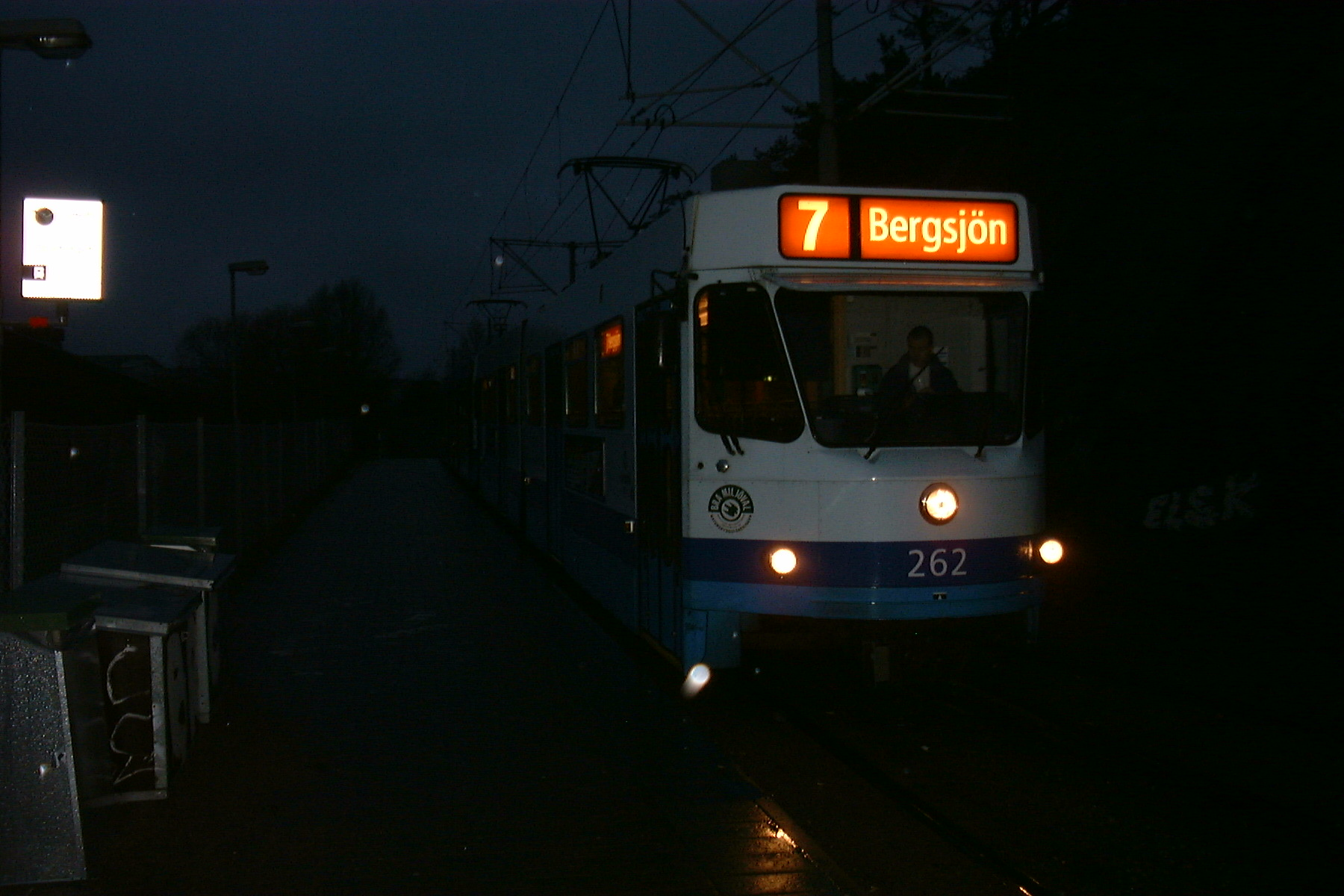
Spårvagn i Göteborg.

Sångtexten handlar om en man som tar sista spårvagnen efter att hans flickvän blivit sårad och han berättar i sången att han vill säga förlåt för det som hände och han lovar att aldrig svika henne igen. I TV-programmet Arvingarnas sommar spelade Arvingarna låten ombord på en spårvagn i Göteborg tillsammans med Kalle Moraeus och Anna Bergendahl. En spanskspråkig version spelades in av Umberto Marcato på albumet Anita från 2001, då under namnet "Senza una parola".